# Expedição a Anfa
A Expedição a Anfa deu-se me 1469 quando uma frota portuguesa comandada pelo duque de Viseu, D. Fernando de Portugal, destruiu a cidade de Anfa, actual Casablanca, então uma das mais importantes cidades de Marrocos e um conhecido couto de piratas.

## História
Anfa contava-se entre as mais prósperas cidades de Marrocos e devia a sua riqueza à exportação de géneros alimentares tal como trigo, que crescia na fértil região envolvente e também ao facto de ser um conhecido valhacouto de piratas. Importava seda fina, ouro e prata de Granada, tinha muitas habitações nobre e um grande número de mercadores. Segundo Leão Africano, os navios zarpavam do seu porto ao saque das povoações ribeirinhas da península Ibérica.
O duque de Viseu e de Beja, governador da Ordem de Santiago, sobrinho e herdeiro do Infante D. Henrique, D. Fernando de Portugal, pretendia distinguir-se nalgum feito de armas e aceitou o convite de Afonso V para liderar um ataque à cidade e neutralizá-la. O duque tinha grande experiência na guerra africana e já antes distinguira-se em combate em Alcácer-Ceguer e Tânger.
Antes do ataque, o duque enviou um fidalgo da sua casa, cavaleiro de Santiago e alcaide-mor de Sines a espiar a cidade, disfarçado de mercador de figos - tratava-se do pai de Vasco da Gama, Estevão da Gama. O Gama levou a bom-porto a sua missão, observou as defesas da cidade à medida que vendia figos do Algarve. Não se conhecem os números exactos de homens envolvidos na expedição, mas estima-se que tenham ascendido a cerca de 50 navios e 10,000 homens.
Chegados os navios portugueses diante da cidade, os seus residentes fugiram para Rabat e Salé. A cidade foi então saqueada e quase totalmente demolida pelos portugueses, tendo estes encontrado pouca ou nenhuma resistência. In the words of Leo Africanus:
Anfa ficou abandonada durante três séculos. A região seria novamente atacada pelos portugueses em 1487. 